# Michael Woods II
Michael Woods II (Magnolia, 19 marzo 2000) è un giocatore di football americano statunitense che milita nel ruolo di wide receiver per i Cleveland Browns della National Football League (NFL).

## Carriera

### Cleveland Browns
Al college Woods giocò a football ad Arkansas (2018-2020) e a Oklahoma (2021). Fu scelto nel corso del sesto giro (202º assoluto) nel Draft NFL 2022 dai Cleveland Browns. Nella sua stagione da rookie disputò 10 partite, nessuna delle quali come titolare, con 5 ricezioni per 45 yard.